# 검암서원
검암서원은 충청북도 청주시 상당구에 있다. 2015년 4월 17일 청주시의 향토유적 제31호로 지정되었다.

## 개요
연 혁
검암서원은 1694년(숙종 20)에 조헌(趙憲)을 주향하고, 한일휴(韓日休), 지여해(池汝海), 신지익(申之益), 변상회(卞尙會), 송국헌(宋國憲), 신영식(申永植), 이동형(李東亨), 박문고(朴文古), 연최적(延最積)을 배향한 서원으로 원생 15명과 자모생 15명을 두었다. 1871년(고종 8)에 철폐되었는데, 1958년에 유림에서 다시 세우고, 신응태(申應泰)를 추향하였다. 
배향인물
1)주벽-조헌(趙憲, 1544∼1592)
조선 중기의 문신·유학자·의병장. 본관은 배천(白川). 자는 여식(汝式), 호는 중봉(重峯)·도원(陶原)·후율(後栗). 경기도   김포 출생. 황(璜)의   증손으로, 할아버지는 세우(世佑)이고, 아버지는 응지(應祉)이다. 어머니는 차순달(車順達)의 딸이다. 이이(李珥)·성혼(成渾)의 문인이다.
1555년(명종 10) 12세 때 김황(金滉)에게 시서(詩書)를 배웠는데, 집이 몹시 가난해서 추운 겨울에 옷과 신발이 다 해어졌어도 눈바람을 무릅쓰고 멀리 떨어진 글방 가는 것을 하루도 쉬지 않았으며, 밭에 나가 농사일을 도울 때나 땔감을 베어 부모의 방에 불을 땔 때에도 책을 손에서 떼지 않았다고 한다. 
1565년 성균관에 입학했으며, 1567년 식년문과에 병과로 급제하였다. 1568년(선조 1) 처음으로 관직에 올라 정주목·파주목·홍주목의 교수를 역임하면서 사풍(士風)을 바로잡았다. 1572년부터 교서관의 정자·저작·박사를 지내면서, 궁중의 불사봉향(佛寺封香)에 반대하는 소(疏)를 올려 국왕을 진노하게 하였다. 성절사(聖節使) 박희립(朴希立)의 질정관(質正官)으로 명나라에 다녀와 <동환봉사 東還封事>를 지어 올렸다. 
1575년부터 호조좌랑·예조좌랑·성균관전적·사헌부감찰을 거쳐, 경기도 통진현감으로 있을 때, 내노(內奴)의 횡행죄를 엄히 다스리다가 죽인 죄로 탄핵을 받아 부평으로 귀양 갔다가 3년 만에 풀려났으며, 다시 공조좌랑·전라도도사·종묘서영(宗廟署令)을 역임하였다. 
1582년 계모를 편히 모시기 위하여 보은현감을 자청하여 나갔는데, 그 치적이 충청좌도에서 으뜸으로 손꼽히었다. 
그러나 대간의 모함에 따른 탄핵을 받아 파직되었다가, 다시 공주목제독(公州牧提督)을 지냈다. 
1587년 동인 정여립(鄭汝立)의 흉패함을 논박하는 만언소(萬言疏)를 지어 현도상소(縣道上疏)하는 등 5차에 걸쳐 상소문을 올렸으나 모두 받아들여지지 않았다.
다시 일본사신을 배척하는 소와 이산해(李山海)가 나라를 그르침을 논박하는 소를 대궐문 앞에 나아가 올려 국왕의 진노를 샀다. 관직에서 물러난 뒤 옥천군 안읍밤티(安邑栗峙)로 들어가 후율정사(後栗精舍)라는 서실을 짓고 제자 양성과 학문을 닦는 데 전념하였다.
1589년 지부상소(持斧上疏)로 시폐(時弊)를 극론하다가 길주 영동역(嶺東驛)에 유배되었으나, 이 해 정여립의 모반 사건으로 동인이 실각하자   풀려났다.
1592년 4월 임진왜란이 일어나자 옥천에서 문인 이우(李瑀)·김경백(金敬伯)·전승업(全承業) 등과 의병 1,600여 명을 모아, 8월 1일 영규(靈圭)의 승군(僧軍)과 함께 청주성을 수복하였다.
그러나 충청도순찰사 윤국형(尹國馨)의 방해로 의병이 강제해산당하고 불과 700명의 남은 병력을 이끌고 금산으로 행진, 영규의 승군과 합진해서, 전라도로 진격하려던 고바야가와(小早川隆景)의 왜군과 8월 18일 전투를 벌인 끝에 중과부적으로 모두 전사하였다. 후세에 이를 숭모하여 금산전투라 일컬었다. 
1604년 선무원종공신(宣武原從功臣) 1등으로 책록되고, 1734년(영조 10) 영의정에 추증되었다. 1883년(고종 20) 문묘에 배향되고, 옥천의   표충사(表忠祠), 배천의 문회서원(文會書院), 김포의 우저서원(牛渚書院), 금산의 성곡서원(星谷書院), 보은의 상현서원(象賢書院) 등에 제향되었으며, 1971년 금산의 순절지 칠백의총이 성역화되었다. 시호는 문열(文烈)이다.

2) 신지익(申之益)1588년(선조 21)∼1649년(인조 27). 본관은 아주(鵝洲). 자는 순거(舜擧), 호는 양일당(養一堂).
승지(承旨)를 지낸 오재(梧齋) 신지제(申之悌)의 종제(從弟)로 학행(學行)이 있었다. 부친을 일찍 여의고 홀어머니를 지극히 봉양하였다. 어머니 병환에 목욕재계 후 북두칠성에 빌고, 손가락을 잘라 피를 마시게 하였다. 상(喪)을 당해서는 호읍(號泣)하다 혼절하기도 하였으며, 최질(衰絰)을 풀지 않고 집상(執喪)하는 등 효행(孝行)이 높아서 신지익과 사촌 신협(申鋏), 아들 신심(申鐔)과 함께 충북 청원군 미원면 가양리 솔골 삼효각(三孝閣)에 1703년(숙종 29) 효로써 정려(旌閭)되었다. 손자 신응태(申應泰)는 우암(尤庵)의 문인으로 학문이 뛰어나고, 『사서제요도설(四書提要圖說)』 등 많은 저술을 남겼다. 우암 송시열(宋時烈)이 행장(行狀)을 찬(撰)하였고, 공(公)에 대한 일이 『삼강록(三綱錄)』에 기재되었다. 청주(淸州)의 검암서원 (儉巖書院)에 배향(配享)되었다.

3) 신응태(申應泰)1643년(인조 21)∼1728년(영조 4) 본관은 아주(鵝州). 초명은 응개(應漑). 자는 길래(吉來), 호는 용애(龍崖). 충청북도 청주 출생. 신심(申鐔)의 아들이며, 어머니는 광주반씨(光州潘氏)로 반봉익(潘鳳翼)의 딸이다. 송시열(宋時烈)의 문인이다.
5세 때에 아버지를 여의었는데 홀로된 어머니를 극진히 봉양하였다. 일찍이 향시에 여러 번 합격하였으나 과거에는 끝내 오르지 못하고, 그 뒤 뜻을 달리하여 학문연구에 전심, 역학과 성리학에 깊이 들어갔으며 천문·역수에도 밝았다.1689년(숙종 15) 송시열이 사사되자 이에 항변하는 내용의 상소문을 써서 대궐 앞에 나아가 시위하는 등, 스승의 신원을 위하여 힘썼으며, 명의 신종을 제사지내자는 유림의 운동에 앞장섰다. 만년에는 후진 양성에 힘써 문하에 많은 학자가 배출되었다. 저서로 『용애문집(龍崖文集)』 4권 1책이 있다.
건축물소개
지금의 서원은 1958년에 중건하고 1960년에 중수하고 1985년에 보수한 건물로 정면 3칸, 축면 1칸 반의 겹처마 팔작지붕의 목조기와집인데, 내부는 통칸 양회방에 분합문을 달고 앞퇴를 두었으며, 충효사(忠孝祠)라는 편액을 걸었고, 마당 앞에 검암서원(儉岩書院)이라는 현판을 단 삼문을 세우고 담장을 둘렀다.
향사일과 재산
이 서원에서는 매년 음력 3월 중정(中丁)에 향사를 지내고 있으며, 제품(祭品)은 7변(籩) 7두(豆)이다. 재산으로는 대지 300평과 전답 1,400여평 등이 있다.
참고-청원군지2006
한국민족문화대백과.